# الدوري القطري 1987–88
إحصائيات دوري نجوم قطر في موسم 1987-88.

## نظرة عامة
حقق السد لقب البطولة.